# Françoise Xenakis
Françoise Xenakis (27. září 1930 Blois – 12. února 2018) byla francouzská spisovatelka a novinářka.

## Život a kariéra
Byla vdovou po hudebním skladateli Iannisovi Xenakisovi, za kterého se provdala v roce 1953. Jejich dcera Mâkhi Xenakis je malířka a sochařka.
Françoise Xenakis pracovala jako novinářka pro tisk i televizi (například Le Matin de Paris a Télématin na France 2) a taktéž napsala řadu románů.
Byla prezidentkou výboru pro udělování literární ceny 30 millions d'amis.

## Dílo
- 2009 – J'aurais dû épouser Marcel
- 2006 – Danielle Mitterrand : la petite fille qui voulait être Antigone
- 2002 – Regarde, nos chemins se sont fermés
- 2001 – Maman, je veux pas être empereur
- 1999 – Mouche-toi, Cléopâtre
- 1999 – Chéri, tu viens pour la photo
- 1995 – Désolée, mais ça ne se fait pas
- 1993 – Attends-moi, Prix des libraires
- 1992 – Le Temps usé
- 1988 – La Vie exemplaire de Rita Capuchon
- 1984 – Zut ! on a encore oublié Madame Freud
- 1982 – La Natte coupée
- 1978 – Elle lui dirait dans l'île
- 1975 – L’écrivain ou La sixième roue du carrosse
- 1974 – Moi, j'aime pas la mer
- 1972 – Et alors les morts pleureront
- 1971 – Écoute
- 1970 – Aux lèvres pour que j'aie moins soif
- 1965 – Des dimanches et des dimanches
- 1963 – Le Petit Caillou